# José Manuel Palacios
José Manuel Augusto Palacios Parra (Santiago, 11 de septiembre de 1974) es un arquitecto, urbanista y político chileno. Actualmente se desempeña como alcalde de la comuna de La Reina, reelecto con el 70,36% de los votos en las últimas elecciones Municipales del año 2024. También preside la Asociación de Municipalidades de Chile.

## Biografía
Es hijo de Víctor Manuel Palacios y de Erika Parra. Estudió arquitectura en la Universidad de Santiago de Chile.
Está casado con Alejandra Baeza Segali, con quien tiene un hijo.

## Carrera política
Milita en la Unión Demócrata Independiente, partido del cual fue vicepresidente[cita requerida] desde diciembre del 2020, tras el triunfo de la lista presidida por el diputado Javier Macaya.
Fue concejal de La Reina en los períodos 2008-2012 y 2012-2016. Se presentó como candidato de su partido en las elecciones municipales de 2016 para la alcaldía de la comuna de La Reina, resultando electo con el 39,68% de los votos, superando al alcalde en ejercicio de ese entonces, Raúl Donckaster (DC). En las elecciones municipales de 2024, Palacios fue reelecto como alcalde de La Reina con el 70,36% de los votos.

## Historial electoral
| Año  | Tipo                   | Territorio | Pacto             | Partido | Votos  | %     | Resultado |
| ---- | ---------------------- | ---------- | ----------------- | ------- | ------ | ----- | --------- |
| 2008 | Municipales a concejal | La Reina   | Alianza por Chile | RN      | 6 386  | 14.11 | Concejal  |
| 2012 | Municipales a concejal | La Reina   | Alianza por Chile | UDI     | 6 001  | 16.22 | Concejal  |
| 2016 | Municipales a alcalde  | La Reina   | Chile Vamos       | UDI     | 12 791 | 39.68 | Alcalde   |
| 2021 | Municipales a alcalde  | La Reina   | Chile Vamos       | UDI     | 29 323 | 56.75 | Alcalde   |
| 2024 | Municipales a alcalde  | La Reina   | Chile Vamos       | UDI     | 47 335 | 70.36 | Alcalde   |